# Жас Сункар (футбольный клуб)
«Жас Сункар» (каз. Жас Сұңқар) — бывший казахстанский футбольный клуб из Астаны. Домашние матчи принимает на стадионе имени Мунайтпасова. В 2018 году имел статус любительского клуба, и участвовал в Кубке Казахстана, где не прошёл групповой этап. В 2019 году впервые принимает участие на профессиональном уровне во Второй лиге Казахстана, где за несколько туров до конца обеспечивает первое место, и проходит в Первую лигу. В 2021 году отказывается от участия в Первой лиге и возвращается во Вторую.

## Названия
- 2019—2022: «СДЮСШОР № 8»
- 2022—н. в.: «Жас Сункар»

## Статистика
| Сезон | Лига        | Лига  | Лига | Лига | Лига | Лига | Лига | Лига | Лига | Кубок    |
| Сезон | Дивизион    | Место | Игр  | В    | Н    | П    | ГЗ   | ГП   | О    | Кубок    |
| ----- | ----------- | ----- | ---- | ---- | ---- | ---- | ---- | ---- | ---- | -------- |
| 2019  | Вторая лига | 1     | 32   | 24   | 3    | 5    | 76   | 30   | 75   | Гр. этап |
| 2020  | Первая лига | 3     | 12   | 6    | 3    | 3    | 27   | 19   | 21   | -        |
| 2021  | Вторая лига | 4     | 22   | 14   | 1    | 7    | 51   | 30   | 43   | Гр. этап |